# メグズ砦包囲戦
メグズ砦包囲戦（メグズとりでほういせん、英: Siege of Fort Meigs）は、米英戦争2年目の1813年4月28日から5月9日に、オハイオ州北西部で起きた戦闘である。イギリス軍がインディアンの支援を得て、アメリカ軍のできたばかりのメグズ砦を奪おうとした。アメリカ軍は前年にイギリス軍に奪われたデトロイトを取り返すために、この砦から攻勢を掛けようとしていた。アメリカ軍による砦からの出撃や救援の試みは、大きな損失を出して失敗したが、イギリス軍は砦を奪うことができず、包囲を解くことになった。

## 背景
米英戦争の初期、デトロイト包囲戦に続いて、ウィリアム・ハル准将の指揮するアメリカ軍が降伏した。デトロイトを回復するためにアメリカ軍は北西方面軍を結成した。この軍をジェイムズ・ウィンチェスター准将が短期間指揮したが、ウィリアム・ハリソンがアメリカ正規軍の少将に任ぜられ、北西方面軍指揮官となった。
ハリソンの進軍は悪天候と物資の欠乏に悩まされた。1813年1月22日、ウィンチェスターが指揮していた前衛部隊が、フレンチタウンの戦いで敗北した。ハリソンはその本隊をモーミー川、すなわちマイアミ・デュ・ラック川まで後退させ、暫定でアメリカ合衆国陸軍長官を務めていたジェームズ・モンローからの叱責があったものの、即座に進軍することを止め、その代わりに前進を再開したときに使うことになる川と道を守るための砦幾つかの建設を命令した。その中でも重要な砦がモーミー川沿いのメグズ砦（オハイオ州知事リターン・J・メグズに因んで名付けられた）とサンダスキー川沿いのスティーブンソン砦の2つだった。
ハリソンは最終的に4,000名となる兵士（大半が民兵）の軍隊と共にモーミー川を下ってメグズ砦の建設地に行き、1813年2月1日に砦の建設を始めた。ハリソンは凍ったエリー湖を渡って対岸のアマーストバーグにあるイギリス軍陣地に奇襲攻撃を掛けることも考えたが、湖の氷が割れ始めようとしており、まだ未完成の砦に戻った。後方に残していた士官であるジョエル・B・レフトウィッチが、この任務に割り付けられた民兵隊の徴兵期間が切れるために、部下を全て帰らせていたことがわかった。砦の建設が止まり、切り出されていた木材はたき火に使われた。
ハリソン指揮下のオハイオ州とケンタッキー州の民兵も徴兵期限が切れようとしていたので、その軍隊を解隊し、オハイオ州シンシナティに行って、新たな軍隊を立ち上げることにした。砦を完成させるために工兵少佐のエリエザー・D・ウッドを残していった。守備隊は第17および第19アメリカ歩兵連隊の制服も貧相な数百名であり、これにやはり徴兵期限が間もなく切れるペンシルベニア州とバージニア州の民兵が加わっていた。
砦はモーミー川の南岸、マイアミ早瀬の近くにあった。川の対岸にはイギリス軍マイアミ砦の廃墟があり、1794年にフォールン・ティンバーズの戦いが起きた戦場だった。メグズ砦の敷地は8エーカー (32,000 m2) あり、当時の北アメリカでは最大のものだった。防御柵は高さ15フィート (4.5 m) の棒杭の囲いであり、8棟の小要塞を繋いでいた。北面はモーミー川で守られ、西面と東面は谷になっており、南面のみが木を切りはらわれて開けた斜面になっていた。
早春は悪天候が続き、まだ脆弱だった砦に対してイギリス軍の攻撃を妨げていた。デトロイト前線のイギリス軍指揮官ヘンリー・プロクターは、プレスク・アイル（現在のペンシルベニア州エリー）への攻撃を急かされていた。そこではアメリカ軍がエリー湖を支配するための船隊を建造しており、プロクターはそこそこの援軍が得られなければ攻撃できないとしていた。その代わりにメグズ砦を攻撃し、夏の作戦のためのアメリカ軍準備を妨害し、あわよくば物資を捕獲しようと考えた。ハリソンはプロクターが出撃準備をしている情報を得て、300名の援軍と共にモーミー川を急ぎ降り、砦の守備隊を1,100まで増やした。ケンタッキー州知事アイザック・シェルビーを説得して、グリーン・クレイ准将の指揮下に1,200名のケンタッキー州民兵旅団を招集させた。クレイの旅団はハリソンの後を追ってモーミー川を下ったが、砦が包囲されるまでには間に合わなかった。

## 包囲の開始
プロクターの部隊は4月26日にモーミー川河口で上陸した。その部隊はロイヤル砲兵隊31名、第41歩兵連隊423名、ロイヤル・ニューファンドランド連隊63名、その他の部隊16名、カナダ民兵462名で構成されていた。更にショーニー族インディアン指導者テカムセとワイアンドット族酋長ラウドンヘッドが率いる約1,250名のインディアン戦士がいた。大砲はデトロイトで捕獲した24ポンド砲2門、軽量砲9門、9ポンド砲を搭載した砲艦2隻だった。
イギリス軍がモーミー川を遡り、砲台を設置するまでに数日を要した。これらの大半は北岸で行われたが、1つだけは南岸で設置された。インディアンの大半も南岸におり、砦を密かに探っていた。イギリス軍が砲台の設置を終わると、ハリソンは砦の内側に高さ12フィート (3.6 m) の柵と盛り土を急造するよう命令した。イギリス軍の砲台は5月1日に砲撃を開始したが、砲弾の大半は柵と盛り土の湿った土にめり込んだだけで無害だった。

## マイアミ川の戦い
5月2日、ハリソンはクレイの部隊に伝令を送り、部隊の一部で北岸のイギリス軍大砲を使えないようにしてから砦に撤退するよう命令し、その間に砦から出撃して南岸の砲台を攻撃すると伝えた。
インディアンは川を適切に守っていなかったので、クレイ隊は完全な急襲を行えた。5月5日早朝、クレイ旅団のウィリアム・ダドリー大佐が指揮する分遣隊が川の北岸に上陸した。ダドリーが指揮した部隊は、自身のケンタッキー第10民兵連隊の761名、同第13民兵連隊の60名、アメリカ陸軍正規兵45名で構成された。この部隊は北岸の砲台を急襲し、大砲を使えなくしたが、キャプスタン棒の代わりに込め矢を使っており、これは一時的に使えなくしているだけだった。その後でダドリーは部隊の一部を統制できなくなった。森の中からインディアンが銃で撃ってきたので、一部の兵がインディアンを追撃し、森の中深く入ってしまった。ダドリーは彼等を引き戻そうと後を追い、砲台の所にはジェイムズ・シェルビー少佐を指揮官として残した。イギリス軍アダム・ミューア少佐が、宿営地から第41歩兵連隊の3個中隊とカナダ民兵隊1個中隊を率い、砲台に殺到してシェルビー隊の多くを殺し、降伏に追い込んだ。森の中では秩序を無くしたアメリカ兵がインディアンとの戦闘で混乱し、大きな損失を出していた。ダドリー隊の将兵886名の中で僅か150名のみが逃げ出して砦まで辿り着いた。その後この戦闘は「ダドリーの虐殺」あるいは「ダドリーの敗北」と呼ばれるようになった。砲台攻撃に関わっていなかったクレイの残り部隊は、無事砦に到着し守備隊を補強した。
南岸では、アメリカ軍の出撃は部分的に成功した。350名の正規兵と志願兵を指揮したジョン・ミラー大佐が砲台を占領し、41名を捕虜にした。しかし、イギリス軍リチャード・ブロック大尉が第41歩兵連隊の中隊、民兵2個中隊、インディアン300名を率いて反撃し、激しい戦いの間にミラー隊に大きな損失を出させ、砦に撤退させた。

### 戦闘の後
この戦闘の後、ダドリー隊で捕虜になった者達は、イギリス軍宿営地に近いマイアミ砦廃墟に拘束された。ここでインディアン戦士の幾らかが捕虜の虐殺を始め、テカムセ、イギリス軍マシュー・エリオット中佐、およびインディアン部トマス・マッキー大尉が戦士達を説得するまでに、幾らかのアメリカ兵が殺された。テカムセがプロクターに何故虐殺を止めなかったか尋ねると、プロクターはインディアンを従わせることはできないと答え、「失せろ! おまえは指揮官には向かない。行ってペティコートでも付けていろ」と言ったとされている。別の史料では、テカムセが「私は救うために征服する。貴方は殺すために行っている」と言ってプロクターを非難したとしている。目撃者の証言では、この虐殺で12人ないし14人が殺されたとなっている。
5月5日の戦闘は、マイアミ・デュ・ラック川（現在のモーミー川）傍で起こったので、イギリス軍は「マイアミ川の戦い」と呼んだ。第41歩兵連隊はこの勝利を記念して「マイアミ」という戦勝栄誉を与えられた。
現在のアメリカ陸軍には、この戦闘に参戦したアメリカ軍3個連隊の後継部隊であるとする部隊が5個存在する。また砦の建設に関わったバージニア民兵隊は現在の州軍騎兵隊になっている。

### 損失
イギリス軍の公式報告書では、戦死14名、負傷47名、捕虜40名となっていた。報告書は5月5日付けとなっているが、5月5日を含む包囲戦全体の報告になっている。というのも負傷者の中にカナダ民兵のローレント・ボンディ大尉を含んでおり、5月3日に砲撃で負傷し、それが致命傷となっていたことが分かっているからだった。イギリス軍と同盟するインディアンの損失は19名が戦死または負傷していた。
ハリソンは4月28日から5月9日まで続いた包囲戦全体での守備隊損失を、戦死80名、負傷190名であり、そのうち敵の砲撃では戦死12名、負傷20名と報告した。これは5月5日の出撃で、68名が戦死、170名が負傷したことを示している。イギリス軍の公式報告書では、アメリカ兵547名を捕虜にしたことになっているが、プロクターの注釈では、「80名以上の捕虜がインディアンによって連れてこられたことを含んでいない」とされている。よって捕虜の総数は約630名となる。ハリソンの報告書には、守備隊で不明や捕虜の数が報告されていない。よって5月5日に捕まった兵士は全て北岸のダドリー隊のものだったことになる。ダドリー隊の公式報告書は、ケンタッキー民兵隊の捕虜が仮釈放された後に作られたものであり、80名が戦死、100名が負傷（全て捕虜になった）とされていた。これによりダドリー隊866名の中では、戦死80名、負傷後の捕虜100名、捕虜530名、不明6名となり、アメリカ軍全体の5月5日の損失は、戦死148名、負傷170名、負傷後の捕虜100名、捕虜530名、不明6名となる。

## 包囲の終了
5月7日、正規兵捕虜の交換とケンタッキー民兵捕虜の仮釈放の条件が協議され、正式にイギリス兵捕虜と交換されるまで、これらの捕虜は軍事行動をしないという誓約の下にサンダスキー川まで護送された。これと同じ日にプロクターの砲兵が砲撃を再開したが、インディアンの大半は戦場を離れ、カナダ民兵はその農場に戻ることを切望していた。再開された砲撃でもほとんど効果はなく、砦の守備隊はこの時点で包囲側の勢力を上回っていた。プロクターは5月9日に包囲を解いた。包囲戦全体でのアメリカ軍の損失は戦死160名、負傷190名、負傷後の捕虜100名、捕虜530名、不明6名、合計986名となった。歴史家のジョン・サグデンは、包囲戦全体でのプロクター軍のインディアンを含まない損失は、戦死14名、負傷47名、捕虜41名としており、5月5日以後に1名が捕まったことを示している。

## 参戦した部隊
| イギリス軍とインディアン | アメリカ軍 |
| --- | --- |
| イギリス軍: ヘンリー・プロクター准将指揮 - ロイヤル砲兵隊 - 第41歩兵連隊 - カナダ民兵 テカムセの連邦 - ショーニー族: テカムセ指揮 - ワイアンドット族: ラウンドヘッド指揮 | アメリカ北西方面軍: ウィリアム・ハリソン少将指揮 - メグズ砦 - 工兵隊: エリエザー・D・ウッド大尉 - アメリカ第2竜騎兵隊分遣隊: ボール少佐 - 砲兵隊: エイモス・ストッダード少佐 - 第17歩兵連隊および第19歩兵連隊分遣隊: ジェイムズ・ミラー大佐 - ブラッドフォード中隊: ウィリアム・ブラッドフォード大尉 - クローガン中隊: ジョージ・クローガン大尉 - エリオット中隊: ウィルソン・エリオット大尉 - ランガム中隊: ランガム大尉 - ネーリング中隊: ネーリング大尉 - ケンタッキー第10民兵連隊分遣隊: セブリー大尉 - オハイオ第1民兵連隊: ジェイムズ・ミルズ大佐 - ペンシルベニア民兵大隊: ジョン・B・アレクサンダー少佐 - ピッツバーグ・ブルーズ: バトラー大尉 - ピーターズバーグ中隊: ティスデール中尉 - ケンタッキー民兵旅団: グリーン・クレイ准将指揮 - ケンタッキー第10「軽装」民兵連隊: ウィリアム・E・ボスウェル大佐 - ケンタッキー第13民兵連隊: ウィリアム・ダドリー大佐、戦死 - アメリカ陸軍歩兵分遣隊 |

## 第二の包囲戦
イギリス軍が包囲を解くと、ハリソンは約100名の民兵と共にクレイに砦の指揮を任せた。7月にテカムセは砦を占領する試みを再開するようプロクターに促した。テカムセの戦士達は、クレイの部隊を砦から誘き出すために、森の中でアメリカ軍援軍を攻撃しているかのように見せようと、偽装の戦闘を演じた。しかし、クレイは援軍が来ないことを知っており、この計略は失敗した。プロクターは直ぐに2回目の包囲を解いた。